# متاترون
متاترون (عبری: מטטרון یا به عربی یا به میتاترونبه یا به پارسی پرشیته) یک فرشته در دین یهودیت است که گاهی در نوشته‌های مسیحی نیز مورد استفاده قرار می‌گیرد. بر اساس متون یهودی متاترون همان اخنوخ یا ادریس جد نوح است که تبدیل به یک فرشته شد. نام متاترون در عهد عتیق و عهد جدید نیامده است ولیکن کتاب پیدایش فصل ۵ در مورد اخنوخ صحبت می‌کند «و اخنوخ با خداوند راه رفت و او دیگر نبود زیرا خداوند او را برای خود گرفت». با اینکه نام متاترون به‌طور مختصر در تلمود آمده است بیشتر نوشته‌ها در مورد متاترون از متون عرفانی یهودی مانند کتاب اخنوخ ۱ و ۲ و ۳ ناشی می‌شود. در نوشته‌های ربیها او بالاترین مقام را در بین فرشته‌ها دارد و مسئول نوشتن دستورهای خداست.

## در تلمود
تلمود ذکر می‌کند که الیشا بن ابویا که آشر نیز نامیده می‌شد وارد بهشت شد و دید متاترون نشسته است (کاری که برای فرشته‌ها در حضور خدا ممنوع است). آشر به متاترون نگاه کرد و گفت «حقیقتاً دو نیرو در بهشت وجود دارند». ربیها توضیح می‌دهند که متاترون اجازه نشستن پیدا کرد زیرا وظیفه او نوشتن کارهای قوم اسراییل بود.
تلمود می‌گوید به الیشا ثابت شد که متاترون نمی‌تواند خدای دیگری باشد زیرا متاترون ۶۰ ضربه شلاق با شلاق آتشین دریافت کرد تا نشان داده شود که متاترون خدای دیگر نیست و بلکه یک فرشته است و می‌تواند مورد مجازات قرار گیرد. (تلمود، حگیگا 15a)
تلمود بابلی در دو جای دیگر نیز نام متاترون را ذکر می‌کند (سنهدرین 38b، آوودا زارا 3b). در سنهدرین ربی ایدیث به یهودیان می‌گوید که مواظب باشند متاترون را به جای خدا نگیرند. در آوودا زارا در ربع چهارم خداوند می‌نشیند و به کودکان مدرسه‌ای درس می‌دهد. در سه ربع قبلی متاترون جای خدا را می‌گیرد تا خدا به کارهای دیگر برسد.
دانشمند قرائی کیرکیسانی بر اساس نظر تلمود متاترون را «یهوه کوچک» می‌نامد. از نظر عددی در گماتریا لغت متاترون معادل شدای (خدا) است و از این رو گفته می‌شود که که نام او مانند نام اربابش است. ولیکن کیرکیسانی ممکن است عامدانه تلمود را بد ترجمه کرده باشد تا نشان دهد که ربیها به شرک رسیده‌اند. ولیکن نوشته‌های عرفانی غیر از تلمود از یک «یهوه کوچک» سخن می‌گویند.
نام متاترون در متون عرفانی مانند مرکابا کتاب اخنوخ ذکر شده است. این کتاب رابطه‌ای بین اخنوخ و متاترون برقرار می‌کند و نام «یهوه کوچک» را ذکر می‌کند. نویسنده کتاب ربی اشماعیل می‌گوید که چگونه متاترون بهشت را به او نشان داد.
زوهر متاترون را «آن جوان» می‌نامد. در زوهر متاترون فرشته‌ای است که قوم اسراییل را از بیابان رهبری کرد بعد از اینکه از مصر خارج شدند. در بعضی متون کابالایی متاترون حالت مسیحایی دارد.
بعضی محققان عقیده دارند که نام متاترون ممکن است از نام میترا گرفته شده باشد. شباهتهایی نیز بین میترا و متاترون وجود دارد.
بعضی دیگر به شباهت لغت متاترون و دو لغت یونانی متا و ترونوس (به معنی تخت یا عرش) اشاره می‌کنند و می‌گویند که این نام ممکن است به معنی کسی باشد که کنار تخت خداوند است.

## در اسلام
اولین گزارش متاترون در متون مقدس اسلامی احتمالاً مستقیماً از خود قرآن گرفته شده است. عزیر، طبق سوره ۹:۳۰–۳۱ که یهودیان به عنوان پسر خدا مورد احترام قرار می‌دهند، نام دیگر عزرا نبی است که در عرفان مرکابه نیز با متاترون شناخته شده است.